# Listă de pictori italieni
- Această pagină este o listă a pictorilor italieni.

I. mikenly. 88

## A
- Giuseppe Abbati (1836–1868)
- Angiolo Achini (1850–1930)
- Eugenio Agneni (1816–1879) ‎
- Livio Agresti (1508–1580)

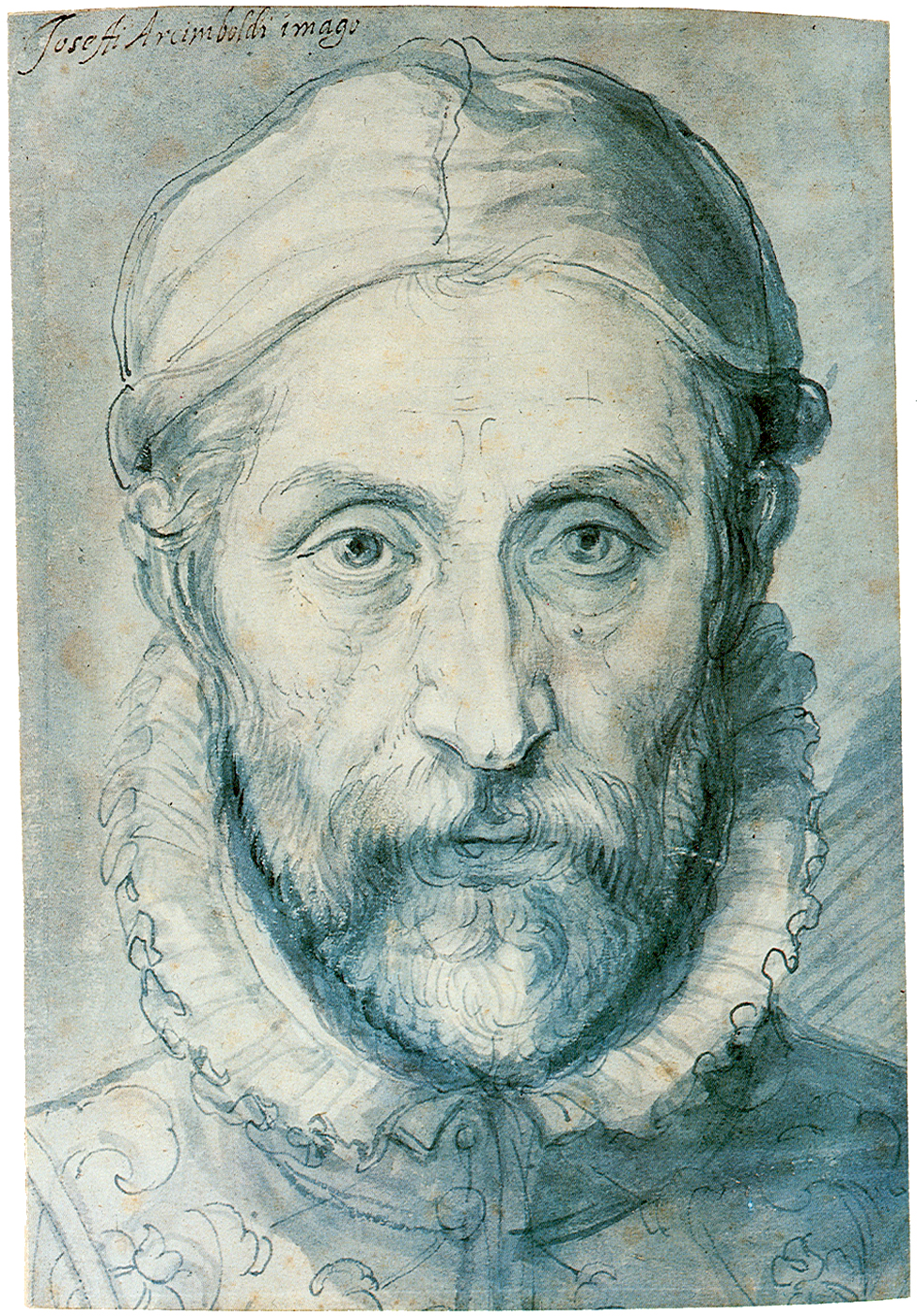
Autoportret - Giuseppe Arcimboldo

- Giorgio Matteo Aicardi (1891–1985)
- Francesco Albani (1578–1660)
- Mariotto Albertinelli (1474–1515)
- Livio Agresti (1505–1579)
- Ambrogio Antonio Alciati (1878–1929)
- Domenico Alfani (1479–1553)
- Girolamo Alibrandi (1470–1524)
- Alessandro Allori (1535–1607)
- Cristofano Allori (1577–1621)
- Jacopo Amigoni (1682–1752)
- Giuseppe Amisani (1881–1941)
- Fra Angelico (1387–1455)
- Sofonisba Anguissola (1532–1625)
- Pietro Annigoni (1910–1988)
- Andrea Appiani (1754–1817)
- Antonello da Messina (1430–1479)
- Alessandro Araldi (1460–1529)
- Giuseppe Arcimboldo (1527–1593)
- Mino Argento (n. 1927)
- Gioacchino Assereto (1600–1649)
- Amico Aspertini (1475–1552)

## B
- Sisto Badalocchio (1585 - c. 1619-1647)
- Cristiano Banti (1824–1904)
- Barbara (1915–2002)
- Fra Bartolomeo (1472–1517)
- Cesare Bassano (1584–1648)
- Francesco da Ponte the 1st Bassano (c. 1475–1530)
- Francesco Bassano cel Tânăr (1549–1592)
- Jacopo Bassano (1510–1592)
- Leandro Bassano (1557–1622)
- Gentile Bellini (c. 1429–1507)
- Giovanni Bellini (c. 1430–1516)
- Bonaventura Berlinghieri (1228–1274)
- Giuseppe Bertini (1825–1898)
- Luca Bestetti (1964)
- Francesco Galli da Bibbiena (1659 - 1739)
- Giovanni Boldini (1842–1931)
- Giovanni Antonio Boltraffio (1467–1516)
- Odoardo Borrani (1833–1905)
- Sandro Botticelli (c. 1445–1510)
- Agnolo Bronzino (1503–1572)
- Nicolao Branceleon (c. 1460–c. 1526)

## C
- Vincenzo Cabianca (1827–1902)
- Michele Cammarano (1835–1920)
- Canaletto (1697–1768)
- Domenico Caprioli (1494–1528)
- Elio Carletti (1925–1980)
- Annibale Carracci (1560–1609)
- Ludovico Carracci (1555–1619)
- Carlo Carrà (1881–1966)
- Caravaggio (1573–1610)
- Andrea Carlone (1639–1697)
- Giovanni Battista Carlone (1603–1684)
- Giovanni Bernardo Carlone (1584–1631)
- Giulio Carmignani (1813–1890)
- Carpaccio (c. 1460–c. 1525)
- Felice Casorati (1883–1963)
- Bernardo Cavallino (1616–1656)
- Giulia Centurelli (1832–1872)
- Giacomo Ceruti (1698–1767)
- Adriano Cecioni (1836–1886)
- Giorgio de Chirico (1888–1978)
- Cimabue (1240–1302)
- Leonardo Coccorante (1680–1750)
- Correggio (1494–1534)
- Hermann David Salomon Corrodi (1844–1905)
- Pietro da Cortona (1596–1669)
- Giovanni Costa (1826–1903)

## D
- Bernardo Daddi (c. 1280–1348)
- Vito D'Ancona (1825–1884)
- Leonardo da Vinci (1452–1519)
- Giuseppe De Sanctis (1858–1924)
- Serafino De Tivoli (1826–1892)
- Giorgio De Vincenzi (1884–1965)
- Domenichino (1581–1641)
- Donatello (1386–1466)
- Enrico Donati (1909–2008)
- Dosso Dossi (c. 1490–1542)
- Duccio (1255–1319)

## F
- Gentile da Fabriano (c. 1370–1427)
- Giovanni Fattori (1825–1908)
- Francesco Filippini (1853–1895)
- Rosso Fiorentino (1494–1540)
- Andrea da Firenze (fl. 1343–1377)
- Piero della Francesca (c. 1416–1492)

## G
- Giovanni Pietro de Pomis (c. 1565–1633)
- Giovanni Francesco da Rimini (c. 1420–1470)
- Taddeo Gaddi (c. 1300–1366)
- Artemisia Gentileschi (1593–1652)
- Orazio Gentileschi (1563–1639)
- Domenico Ghirlandaio (1449–1494)
- Giampietrino (c. 1495–1549)
- Giorgione (c. 1477–1510)
- Giotto (1267–1337)
- Giuseppe Grisoni (1699–1796)
- Francesco Guardi (1712–1793)
- Guercino (1591–1666)
- Renato Guttuso (1911–1987)

## H
- Francesco Hayez (1791–1882)

## J
- Nello Jovine (1919–2004)

## L
- Silvestro Lega (1826–1895)
- Achille Leonardi (c. 1800–1870)
- Ulvi Liegi (1858–1939)
- Filippino Lippi (1457–1504)
- Fra Filippo Lippi (c. 1406–1469)
- Barbara Longhi (1552–1638)
- Francesco Longo Mancini (1880–1954)
- Ambrogio Lorenzetti (fl. 1319–1348)

## M
- Mario Mafai (1902–1965)
- Luigi Malice (born 1937)
- Antonio Mancini (1852–1930)
- Andrea Mantegna (c. 1431–1506)
- Simone Martini (1284–1344)
- Guido Marzulli (born 1943)
- Masaccio (1401–1428)
- Master of the Bambino Vispo (înc. sec. XV.)
- Melozzo da Forlì (1438–1494)
- Giuseppe Mentessi (1857-1931)
- Michelangelo (1475–1564)
- Amedeo Modigliani (1884–1920)
- Giorgio Morandi (1890–1964)
- Domenico Morelli (1823–1901)
- Marisa Mori (1900–1985)

## O
- Deodato Orlandi (fl. 1288–1310)
- Lelio Orsi (1511–1587)

## P
- Paolo Pagani (1655–1716)
- Eleuterio Pagliano (1826–1903)
- Marco Palmezzano (1460–1539)
- Giovanni Paolo Panini (1691–1765)
- Parmigianino (1503–1540)
- Ferdinando Partini (active 1790s)
- Perugino (c. 1445–1523)
- Pietro Pezzati (1828–1890)
- Baldassare Peruzzi (1481–1537)
- Umberto Pettinicchio (1943&ndash)
- Pinturicchio (1454–1513)
- Sebastiano del Piombo (c. 1485–1547)
- Fausto Pirandello (1899–1975)
- Pisanello (1395–1455)
- Antonio Pollaiuolo (c. 1431–1498)
- Pontormo (1494–1556)
- Luigi Premazzi (1814–1891)

## R
- Raphael (1483–1520)
- Tommaso Redi (1665–1726)
- Guido Reni (1575–1642)
- Salvator Rosa (1615–1673)
- Nicola Ruello (1925–2010)
- Antonio Rotta (1828–1903)

## S
- Andrea del Sarto (1486–1530)
- Sassetta (1392–1450)
- Scipione (Gino Bonichi) (1904–1933)
- Luca Signorelli (1445–1523)
- Telemaco Signorini (1835–1901)
- Nicola Simbari (born 1927)
- Mario Sironi (1885–1961)
- Gherardo Starnina (1354–1413)
- Bartolomeo Suardi (c. 1455–c. 1536)

## T
- Spurius Tadius (1st century BC and 1st century AD)
- Tiepolo (1696–1770)
- Tintoretto (1518–1594)
- Titian (1488–1576)
- Cosimo Tura (c. 1430–1495)

## V
- Giorgio Vasari (1511–1574)
- Gianni Visentin (1938–2010)
- Paolo Uccello (c. 1396–1475)
- Perino del Vaga (1501–1547)
- Raffaello Di Vecchio
- Domenico Veneziano (c. 1410–1461)
- Paolo Veronese (1528–1588)
- Andrea del Verrocchio (c. 1435–1488)
- Leonardo da Vinci
- Jacopo Vignali (1592–1664)
- Daniele da Volterra (c. 1509–1566)

## Z
- Domenico Zampieri (1581–1641)
- Federico Zandomeneghi (1841–1917)